# Слободна Далмација
Слободна Далмација су хрватске дневне новине, у Далмацији најтиражније. Излазе у Сплиту, а издаје их Ханза медија (до 1. јула 2016. под називом Еуропапрес холдинг, ЕПХ).

## Историјат
Лист су током Другог светског рата основали партизани, а први број је одштампан 17. јуна 1943. у појати на Мосору, у близини Сплита, који је тада био под италијанском окупацијом. Након тога се штампао на Брштанову, Сплиту, Огорју, Ливну, Хвару и Вису, а када су јединице НОВЈ 26. октобра 1944. заузеле Сплит, стално излази у Сплиту.

## Остала издања

### Недјељна Далмација
Недјељна Далмација је хрватски недељник који је штампан у раздобљу 1971-2002. као недељно издање Слободне Далмације. У оквиру тог недељника поникао је и каснији Ферал Трибјун.

### Ферал Трибјун
Ферал Трибјун је био хрватски сатирички недељник који је излазио као подлистак недељног издања Слободне Далмације, а касније као самосталан недељник до престанка штампања 2008. године. Истицао се провокативним насловницама и изразито критичним приступом. Парафразирање и фотомонтаже препознатљиве су особине овог недељника.

### Мали Огласник СД
Мали Огласник је недељни огласник у издању Слободне Далмације.

### Слободна БиХ
Слободна БиХ је био хрватски дневни лист из БиХ, којег је издавала новинска кућа Слободна Далмација.

### Интернет издање
Интернет издање објављено је први пут 3. јуна 1999. године.

## Главни уредници
- Шериф Шеховић (1943—1944)
- Невен Шегвић (1944—1945)
- Петар Шегвић (1945—1946)
- Антун Маштровић (1946—1947)
- Божидар Новак (1947—1949)
- Бранко Караџоле (1949)
- Владимир Пилепић (1949—1951)
- Игор Радиновић (1951)
- Мирко Першен (1951—1953)
- Никола Дисопра (1955—1957)
- Сибе Квесић (1957—1965)
- Хрвоје Баричић (1965—1973)
- Марин Кузмић (1973—1978)
- Миро Јајчанин
- Мирко Прелас
- Јошко Францесцхи (1982—1983)
- Јошко Кулушић (1983—1993)
- Дино Микуландра (1993—1995)
- Јосип Јовић (?—2001)
- Дражен Гудић (2001—2005)
- Младен Плеше (2005—2008)
- Зоран Кржељ (2008—2010)
- Крунослав Кљаковић (2010—2014)
- Иво Бонковић (2014—)